# John Ratzenberger
John Deszo Ratzenberger (Connecticut, 6 de Abril de 1947) é um ator, dublador, diretor, produtor e roteirista estadunidense, mais conhecido por seu papel de 11 anos como Cliff Clavin na série Cheers e como dublador em diversos os filmes da Pixar., incluindo Porquinho/Hamm, na franquia de filmes Toy Story.

## Vida
John Ratzenberger nasceu em Bridgeport, Connecticut. Filho de Bertha Veronica (née Grohowski) e Deszo Alexander Ratzenberger. Ele freqüentou a St. Ann's School em Bridgeport e a Sacred Heart University em Fairfield, Connecticut. Em 1969, Ratzenberger foi um operador de trator, no Festival de Woodstock. Ele se mudou para Londres em 1971, vivendo lá por 10 anos.
Desde 1994, ele mora em Vashon, Washington. Ratzenberger se casou com Georgia Stiny em 1984; durante os 20 anos de casamento, eles tiveram dois filhos juntos antes de se divorciarem em 2004. Ele então se casou com Julie Blichfeldt em novembro de 2012.
Ratzenberger desenvolveu um produto alternativo de embalagem feito de papel reciclado biodegradável e não tóxico como uma alternativa segura ao isopor e ao plástico bolha. Este produto, SizzlePak, foi fabricado por sua empresa Eco-Pak Industries, que Ratzenberger co-fundou em 1989. Em 1992, ele vendeu a Eco-Pak para a Ranpak Corp.

## Carreira

### Filmes
| Ano  | Filme                                          | Personagem                 |
| ---- | ---------------------------------------------- | -------------------------- |
| 1976 | A Sauna das Loucas                             | Patrono                    |
| 1977 | O Último Brilho do Crepúsculo                  | Sargento Kopecki           |
| 1977 | Uma Ponte Longe Demais                         | Tenente Wall               |
| 1977 | Valentino                                      | Jornalista                 |
| 1978 | Guerreiros da Atlântida                        | Fenn                       |
| 1978 | Superman - O Filme                             | Controlador de Míssil      |
| 1979 | Amor em Chamas                                 | Sargento John Lucas        |
| 1979 | Aventura na Arábia                             | Achmed                     |
| 1979 | Os Yankees Estão Voltando!                     | Corporal Cook              |
| 1979 | The Bitch                                      | Hal Leonard                |
| 1980 | Star Wars: Episódio V – O Império Contra-Ataca | Major Bren Derlin          |
| 1980 | Motel Diabólico                                | Baterista                  |
| 1980 | Superman II - A Aventura Continua              | Controlador n°1            |
| 1995 | Toy Story                                      | Porquinho/Hamm             |
| 1998 | Vida de Inseto                                 | P.T. Pulga                 |
| 1999 | Toy Story 2                                    | Porquinho/Hamm             |
| 2001 | Monstros S.A.                                  | Abominável Homem das Neves |
| 2002 | Age of Mythology                               | Arkantos                   |
| 2003 | Procurando Nemo                                | Moonfish                   |
| 2004 | Os Incríveis                                   | Escavador/Homem-Mina       |
| 2005 | Age of Empires III                             | Chen                       |
| 2006 | Carros                                         | Mack                       |
| 2007 | Ratatouille                                    | Mustafa                    |
| 2008 | WALL-E                                         | John                       |
| 2009 | Up                                             | Tom Mestre de Obras        |
| 2010 | Toy Story 3                                    | Porquinho/Hamm             |
| 2011 | Carros 2                                       | Mack                       |
| 2012 | Valente                                        | Gordon                     |
| 2013 | Universidade Monstros                          | Abominável Homem das Neves |
| 2015 | Divertida Mente                                | Fritz                      |
| 2015 | O Bom Dinossauro                               | Earl                       |
| 2016 | Procurando Dory                                | Bill                       |
| 2017 | Carros 3                                       | Mack                       |
| 2017 | Viva: A Vida é uma Festa                       | Juan Ortodoncia            |
| 2018 | Os Incríveis 2                                 | Escavador/Homem-Mina       |
| 2019 | Toy Story 4                                    | Porquinho/Hamm             |
| 2020 | Dois Irmãos: Uma Jornada Fantástica            | Fenwick Construtor         |
| 2024 | Divertida Mente 2                              | Fritz                      |

### Televisão
| Ano           | Série            | Papel                         | Emissora |
| ------------- | ---------------- | ----------------------------- | -------- |
| 1982-1993     | Cheers           | Clifford "Cliff" C. Clavin Jr | NBC      |
| 2021-presente | Monsters At Work | Bernard Tuskmon               | Pixar    |